# Tepelenë
Tepelenë je město na jihu Albánie, severně od Gjirokastëru. Má zhruba 11 000 obyvatel. Nachází se v horském údolí řeky Vjosy na jejím levém břehu. Území města je vymezeno příkrými svahy do trojúhelníkovitého tvaru.

## Poloha

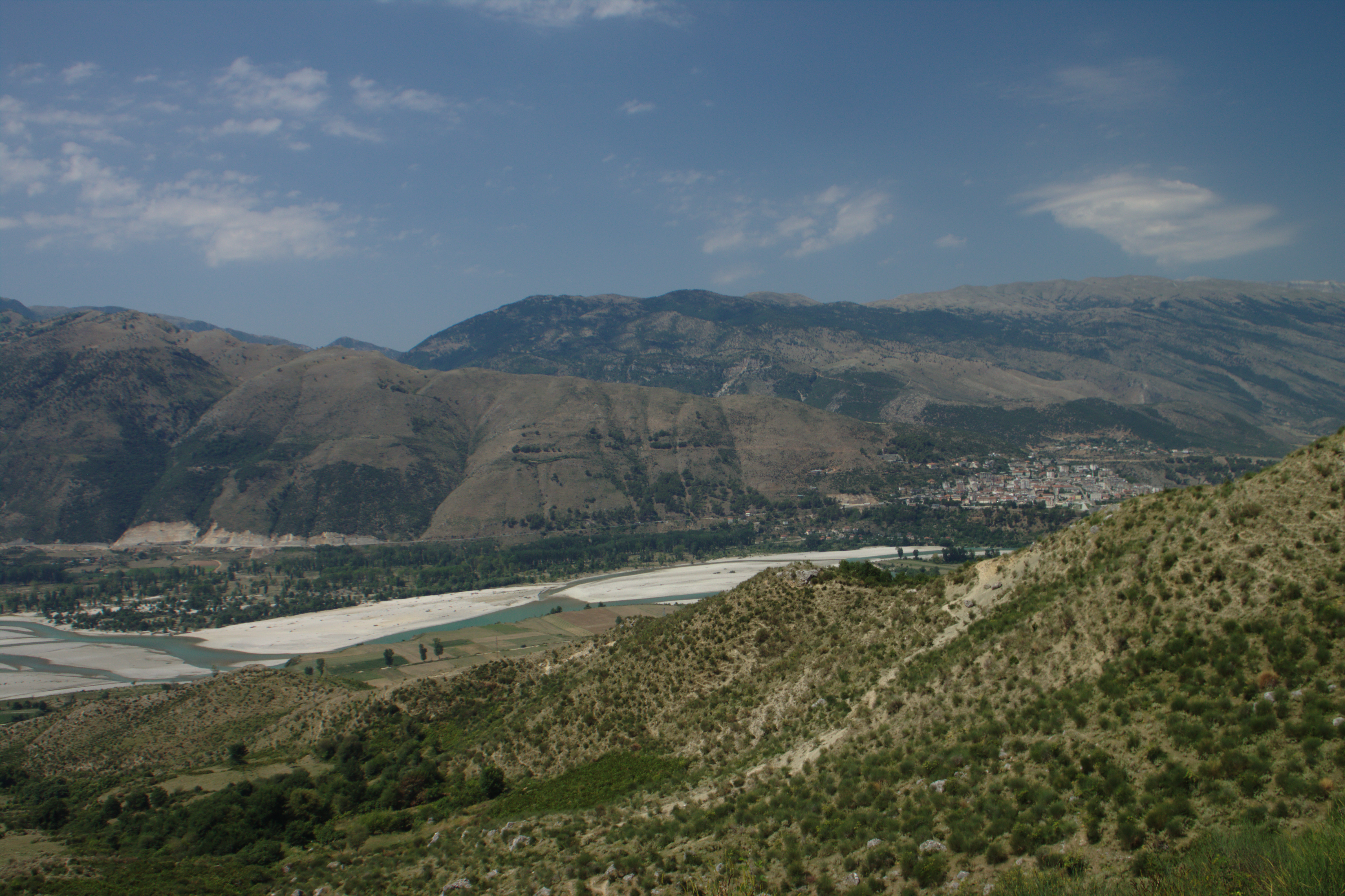
Údolí řeky Vjosy s městem (vpravo).

Tepelenë se nachází na levém břehu řeky Vjosy, na náhorní plošině nad řekou. Vjosa se zde stáčí na sever, když o několik kilometrů dříve prolomila horské pásmo v soutěsce Këlcyra. Navíc se v tomto místě vlévá řeka Drino. Severně od města poté do Vjosy ještě přitékají řeky Bënça a Kundelesh. 

## Historie
Město vzniklo na strategickém místě; na vyvýšenině mezi soutokem řeky Vjosa a Drino. V roce 198 př. n. l. zde došlo k rozhodné bitvě mezi římskou a makedonskou armádou. Byzantská říše v blízkosti dnešního města vybudovala skromné opevnění, které bylo později zdokonaleno a rozšířeno za vlády Osmanské říše. Současné město je poprvé připomínáno roku 1506. 
Turecký cestovatel Evlija Čelebi (Evliya Çelebi) navštívil Tepelenë okolo roku 1670. Řád bektašiů zde provozoval vlastní modlitebnu tekke (tekiji).
V 18. století bylo město známo především díky jinému místnímu správci Ali Pašovi Tepelenskému, který pobýval střídavě v Ioannině a střídavě v Tepelenë.
Na počátku 19. století se místní obyvatelé vzbouřili proti tureckému spávci Eminu Pashovi.
V letech 1809–1810 navštívil Tepelenë George Gordon Byron. Další Angličan, David Erhart, navštívil město v listopadu 1813. O čtyřicet let později zde nějakou dobu pobýval také Edward Lear.
V roce 1909 se uskutečnilo v Tepelenë setkání tzv. Mladoturků, kteří se pokoušeli zverbovat albánské nacionalisty na svojí stranu. Město bylo následně těžce poničeno během zemětřesení v roce 1920 a následně bylo přestavěno.
Během druhé světové války se zde nacházely zajatecké tábory, které byly po skončení konfliktu používány pro politické odpůrce albánského komunistického režimu. Uzavřeny byly v roce 1954. Později v nedaleké lokalitě Bënça existovala věznice pro politické odpůrce režimu. Vězněn zde byl např. Fatos Nano.
Po válce bylo západně a jižně od pevnosti vybudováno moderní město s bytovými bloky, které přiléhají na původní pevnost.

## Ekonomika
V blízkosti města jsou stáčeny minerální vody, které se vyváží z Albánie také do Řecka a do okolních zemí. Pramen nese název Ujë i Ftohtë.

## Pamětihodnosti

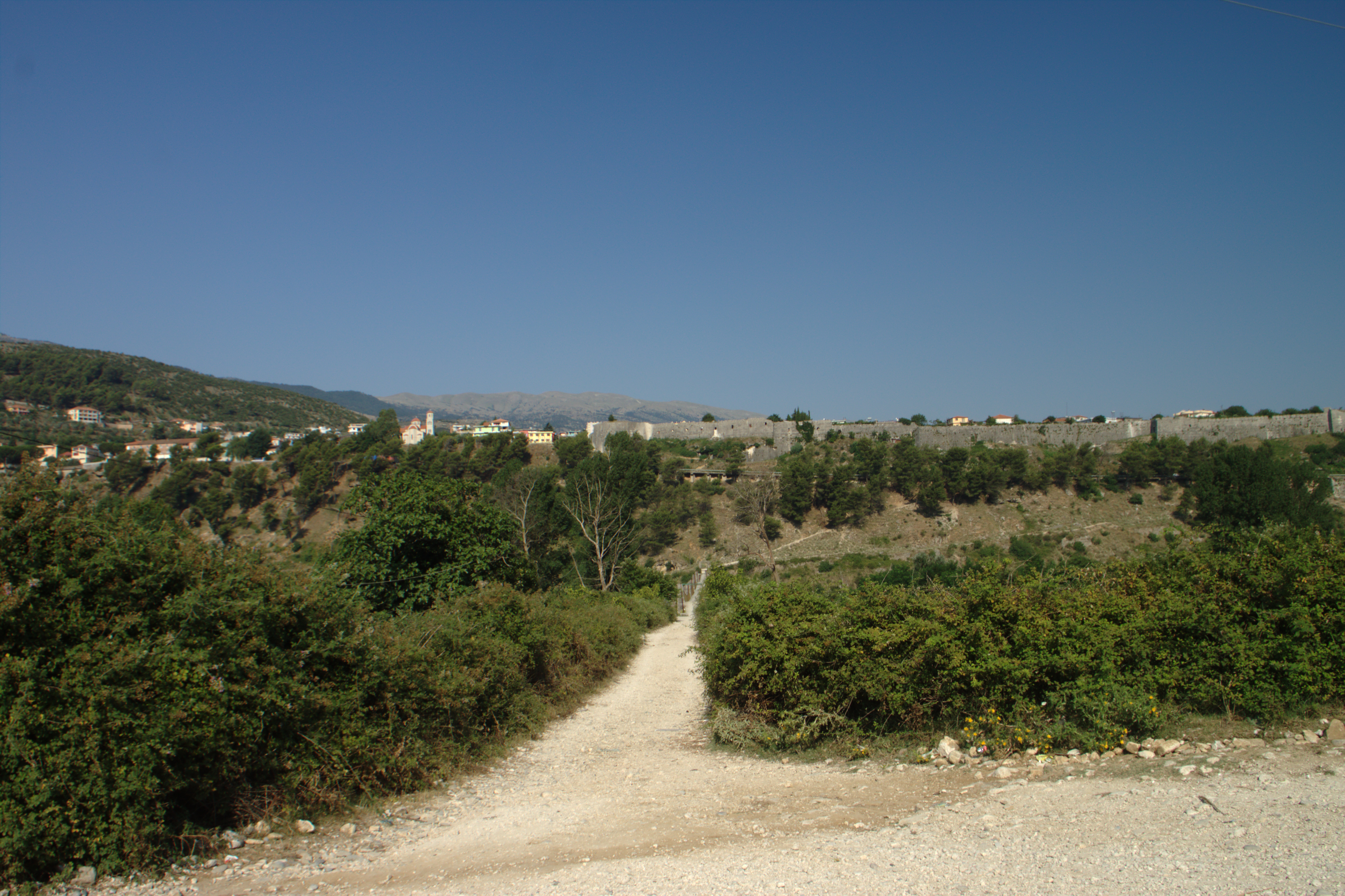
Tepelenská pevnost od řeky Vjosy.

Samotnému městu dominuje Ali-pašova pevnost, která se tyčí na strmém skalnatém výběžku vysoko nad řekou Vjosou. Stejně jako v dobách Osmanské říše je pevnost integrální součástí města; město Tepelenë i albánská vláda ji nicméně chtějí obnovit a učinit z ní historický památník. Pevnost je dochována i s opevněním a bastiony.
U vjezdu do centra města se nachází také památník Ali Paši.
Nedaleko Tepelenë na silnici do města Përmet u obce Dragoti je Dragotský most přes řeku Vjosu, který je evidován jako kulturní památka.
Na svahu jihozápadně od města se nachází hřbitov partyzánských bojovníků (albánsky Varrezat e Dëshmorëve).

## Doprava
Díky své poloze na soutoku těchto dvou údolí bylo Tepelenë vždy důležitým dopravním uzlem v jižní části Albánie. Městem dodnes prochází silnice celostátního významu č. SH 4 a nejdůležitější spojnice s jižní Albánií. Na východě odbočuje silnice do Përmetu a Korçi.

## Zdravotnictví
Ve městě stojí nemocnice (albánsky Spitalli i Tepelenës).

## Známí rodáci
- Ali Paša Janinský (Tepelenský) (1741-1822), turecký správce
- Tafil Buzi (1792-1844), albánský obrozenec
- Selam Musai (1857-1920), albánský obrozenec
- Valentina Leskaj (* 1948), politik
- Gramoz Ruçi (* 1951), politik
- Muhedin Targaj (* 1955), fotbalista
- Fotaq Strakosha (* 1965), fotbalový brankář